# Christy Canyon

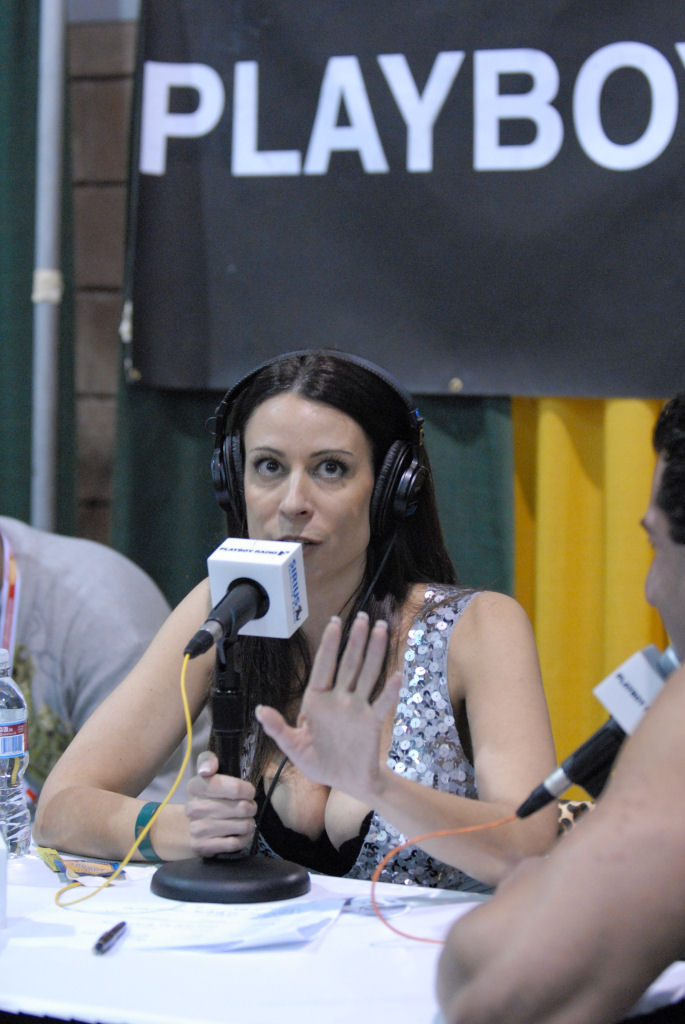
Christy Canyon

Christy Canyon (n. 17 iunie 1966, Pasadena, California; ca Melissa Bardizbanian) este o actriță porno americană de origine armeană.

## Date biografice
Canyon este sora mai mică a autoarei Carla Sinclair. Ea a urmat școlile superioare Providence High School din Burbank, California și North Hollywood High School. Din anul 1984 a început să joace diferite roluri în filme pornografice. Ea ajunge la fel ca Traci Lords și Ginger Lynn, într-un timp relativ scurt una dintre cele mai apreciate actrițe porno. Unul dintre filmele mai renumite este "The Night Of Loving Dangerously", unde a jucat rolul cu Traci Lords care era minoră, cea ce ia creat probleme cu poliția. Între anii 1984 - 1997 a jucat în ca. 200 de filme. Din anul 1997 începe să facă strip-tease, iar în 2003 publică sub titlul "Lights, Camera, Sex!" autobiografia ei. Canyon a fost de două ori căsătorită, între anii (1993-1994) cu Tom Sinopoli, iar între anii (1996-1999) cu Jeremy Stone. În anul 2003 s-a căsătorit din nou. Într-un interviu din 2005 a declarat, că ea a făcut sex fără prezervativ cu partenerii în film și privat. Printre bărbații preferați, ea a amintit pe Peter North, Jon Dough și Ron Jeremy. Canyon a devenit membră în XRCO Hall of Fame și în AVN Hall of Fame.

## Filmografie(selectată)
- 1984: Night Of Loving Dangerously
- 1985: Battle Of The Stars
- 1985: Black Throat
- 1985: Diamond Collection 65
- 1985: Dirty letters
- 1985: Enchantress
- 1985: Harlequin Affair
- 1985: Hollywood Starlets
- 1985: Like A Virgin
- 1985: Midslumber's Night Dream
- 1989: Hot In The City
- 1989: I Dream Of Christy
- 1990: Coming Of Christy
- 1990: Portrait Of Christy
- 1991: Passages 2
- 1991: Passages 4
- 1991: Twisted
- 1992: Pretty in Peach
- 1992: Christy in the wild
- 1997: Domination Nation
- 1999: Deep In The Canyon
- 2003: Teenage Christy Canyon